# Dampftriebwagen Bauart Fives-Lille
Die Dampftriebwagen Bauart Fives-Lille der Firma Fives-Lille waren doppelstöckige Dampftriebwagen (französisch Voiture à vapeur), die in den Jahren 1880 bis 1891 in der Region Gironde der Société générale des chemins de fer économiques (SE) eingesetzt wurden.

## Geschichte
In den Jahren 1879/1880 setzte diese Bahngesellschaft den belgischen Belpaire-Triebwagen auf der 24 Kilometer langen Strecke zwischen Saint-Mariens und Blaye ein. Mit Dekret vom 20. Mai 1880 gestattete die französische Regierung den versuchsweisen Einsatz von Dampftriebwagen oder leichten Tenderlokomotiven bei den Staatsbahnen. Das Zugpersonal konnte auf den Lokführer sowie einen Schaffner und Bremser reduziert werden. Ein Begleitwagen war nicht vorgeschrieben. Für Präsident Jules Grévy unterzeichnete Henri Varroy, als Minister der Öffentlichen Arbeiten. Ziel der Bahnen war es neues Rollmaterial unter vereinfachten Bedingungen zu testen. Schwächer frequentierte Strecken sollten bei einer Reduzierung der Betriebskosten häufiger bedient werden.
Nach Vorbild des Belpaire-Triebwagens bestellten die französischen Staatsbahnen 1880 zwei Dampftriebwagen mit den Nummern „1“ und „2“ für den Einsatz auf Nebenstrecken. Der erste Triebwagen wurde bei der Compagnie des chemins de fer du Nord zwischen Chartres (Bahnstrecke Chartres–Beaulieu) und Auneau (Beaulieu–Auneau) eingesetzt und 1890 außer Dienst gestellt. Der zweite war in Saintes (Gironde) stationiert und wurde ein Jahr später außer Dienst gestellt.
Die beiden Dampftriebwagen erfüllten nicht die Erwartungen. Sie hatten einen etwas geringeren Verbrauch als kleinere Lokomotiven, die Traktion war häufig unzureichend, ihre Wartung teurer und es gab mehr Pannen im Einsatz.

## Beschreibung
Der dreiachsige Triebwagen hatte hinter dem Führerstand ein Gepäckabteil, ein Abteil zweiter Klasse mit zehn Sitzplätzen, ein Postabteil sowie ein Abteil erster Klasse mit vier Sitzplätzen. Am Ende des Fahrzeugs führte eine Treppe im Freien in die dritte Klasse mit 24 Sitzplätzen. Das Gesamtgewicht betrug beladen 23 (oder 28 Tonnen), von denen 12 auf der Antriebsachse lagen. Die zweite Achse lag vor der Mitte des Triebwagens zwischen Dampfkessel und Gepäckabteil.
Mit Stand Oktober 2022 sind keine Fotografien des Triebwagens veröffentlicht worden. Lucien-Maurice Vilain veröffentlichte 1972 eine selbst angefertigte Zeichnung. Eine andere Zeichnung zeigt nicht wie angegeben den Triebwagen von der Gironde, sondern das zeitgenössische Idealbild eines Dampftriebwagens für Schmalspurbahnen mit einem zusätzlichen Abteil dritter Klasse für Gehbehinderte.